# PayPal

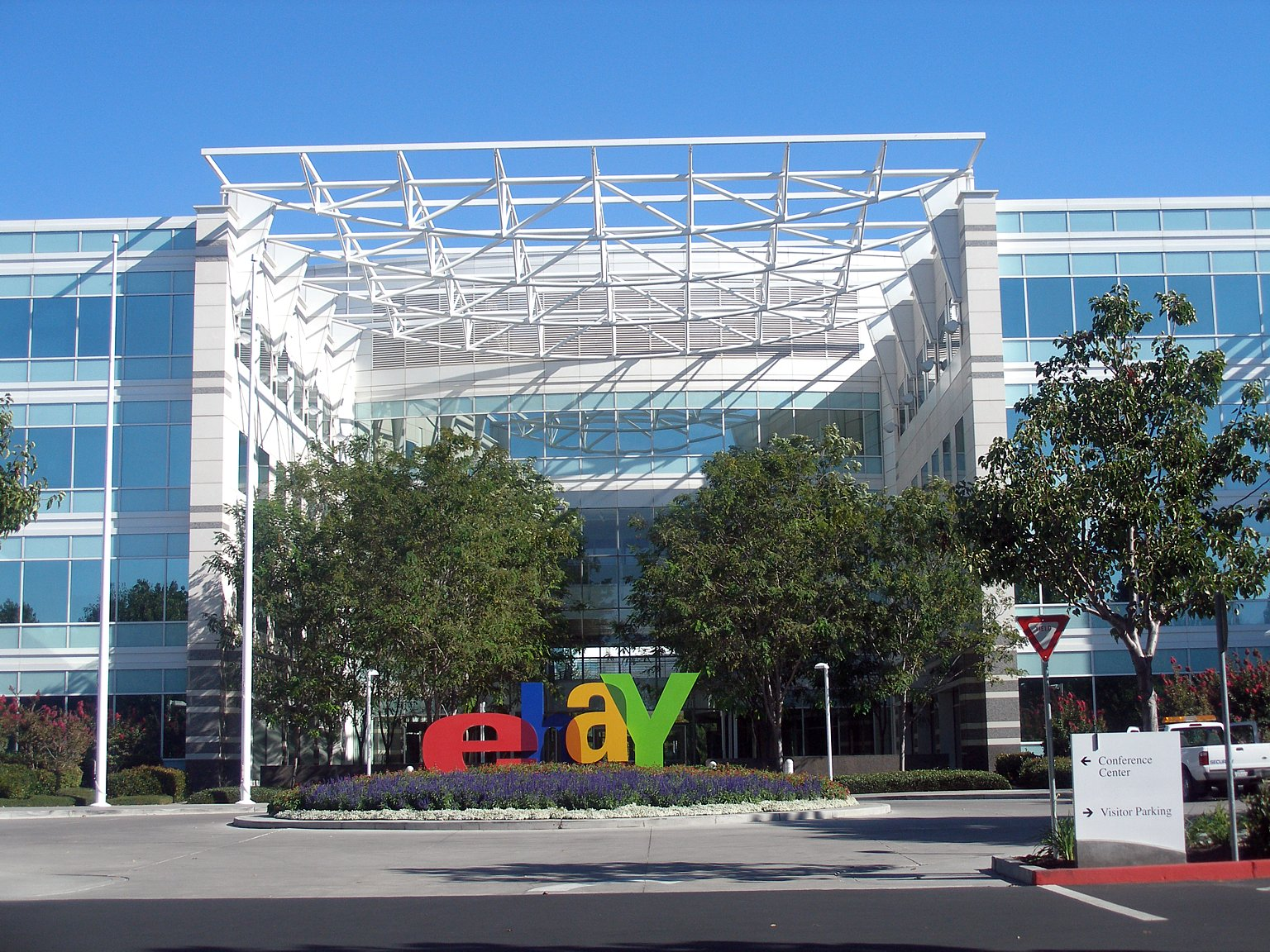
A PayPal központja San Joséban,
az eBay helyi kirendeltségén

A PayPal (ejtsd: péjpal) elektronikus kereskedelemre szakosodott, pénzforgalmi szolgáltatásokat nyújtó pénzügyi vállalkozás. Ez a név szinonimaként használatos az intézet által kínált internetes fizetési módozattal is.

### Menete
A PayPal elektronikus számlát vezet ügyfelei részére, melyet azok hitelkártyás fizetéssel, banki átutalással vagy inkasszómegbízással tölthetnek fel lakossági vagy céges bankszámlájukról. Internetes vásárlások során nem kell bizalmas hitelkártya- vagy számlaadatokat megadni, ill. továbbítani, hanem a PayPal felhasználói név, valamint a jelszó megadása elegendő a fizetés lebonyolításához. Ennek természetesen feltétele, hogy a webáruház szerződéses partnere legyen a PayPalnek.

### Kezdetek
A PayPal Corp. a jelenlegi információk szerint 1998 decemberében alakult a Confinity Inc. és az X.com 2000. márciusi egyesülése során. Kezdetben a cég Palm Pilot fizetési eszközökkel és titkosítással foglalkozott. Mindkét vállalatnak Palo Altóban volt a székhelye. 2002 októberében a PayPal az eBay teljes jogú tulajdona lett. A társaság székhelye San Joséban, Kalifornia államban található. A társaságnak több telephelye is működik a Nebraska állambeli Omahában, valamint Dublinban és Berlinben.

### Európában
A PayPal Ltd. a 2000-es évektől az Egyesült Királyságban engedélyezett és bejegyzett, elektronikus pénz kibocsátására szakosodott hitelintézetként működik. 2007 tavaszán Luxemburgban banki engedélyt kapott, 2007. július 7-étől teljes körű banki szolgáltatásokat nyújt.

### Magyarországon
A PayPal a luxemburgi bejegyzésű PayPal (Europe) S.á r.l. et Cie, S.C.A. révén 2011. 07. 26. óta van jelen Magyarországon, amikor megkapta első, elektronikuspénz-kibocsátási engedélyét. Azóta 17 újabb engedélyt kapott, amelyek részletei a Magyar Nemzeti Bank oldalán találhatók. A PayPal magyarországi működésének típusa: határon átnyúló hitelintézet. Jellemzője, hogy nincs élőhangos – vagy Magyarországon személyesen is felkereshető – ügyfélszolgálata. A PayPal magyar nyelvű megkeresésre magyar nyelven csak chatbot révén válaszol, felkínálva a továbblépés lehetőségét. A levelezés második szintjén csak angolul fogad megkeresést és itt is fennáll a kockázata annak, hogy az ügyfelek csak elégtelen információt nyújtó robotokkal tudnak angol nyelven kommunikálni. Ezért a PayPal Message Centerén keresztül történő érdemi vitarendezés kimenetele is bizonytalan, amire az MNB – a PayPal-t is nevesítve – hívja fel a figyelmet. Problémát jelenthet az is, hogy az ügyfélpanaszokra lassan vagy egyáltalán nem válaszolnak. 
A magyarországi bejegyzéssel rendelkező bankok a PayPal rendszerén keresztül történő internetes vásárlásokat pénzügyi közvetítő révén végrehajtott műveletnek tekintik és azt nem fogadják el saját tranzakciójuknak. A PayPal ügyfélszámláin lévő pénzekre nem terjed ki az Országos Betétbiztosítási Alap (vagy bármilyen egyéb magyarországi garanciaalap) védelme. Az ilyen típusú intézmények nem tagjai a saját anyaországuk szerinti betétgarancia rendszernek sem.

### Különválás az eBaytől
2014. szeptember 30-án bejelentették, hogy az eBay leválasztja a PayPalt, az egy különálló vállalat lesz. A különválás 2015. július 18-án történt meg.